# 탕정중학교
탕정중학교(湯井中學校)는 대한민국 충청남도 아산시 탕정면 명암리에 있는 공립 중학교이다.

## 학교 연혁
- 2006년 10월 24일 : 탕정중학교 설립 인가(남녀 공학 30학급)
- 2009년 4월 2일 : 개교식
- 2024년 9월 1일 : 제8대 김윤태 교장 부임
- 2025년 1월 7일 : 제16회 졸업식(14학급 458명 총 4,423명)
- 2025년 3월 4일 : 제17회 입학식(10학급 302명)

## 참고 자료
- 탕정중학교 - 한국교육학술정보원 학교알리미